# Fanfiction
Fanfiction, též fanfikce, fan fiction nebo fan-fiction (méně se také používá tvar funfiction a jeho odvozeniny), je literární dílo vycházející primárně z díla již existujícího a sepsané jeho fanouškem. Dílem, na kterém je fanfiction vystavena a které se označuje také jako canon či kánon, je často krásná literatura, ale také například film, televizní seriál či komiks. V naprosté většině případů nemá fanfiction komerční ambice a šíří se především prostřednictvím internetu.

## Princip
Principem fanfiction je použití postav, námětů a světa vytvořeného původním autorem, ovšem tak, že výsledné dílo není jen kopií (plagiátem) původního díla, ale kreativním výtvorem fanouška. Nové dílo tedy často volně dějově navazuje na děj původní knihy (povídky, komiksu, aj.) nebo vytváří odbočky a nové verze.

## Historie
Fenomén fanfiction se objevuje v průběhu šedesátých let 20. století kolem fanouškovské základny amerického televizního seriálu Star Trek. Fanouškovské povídky navazující na původní dílo se publikovaly v takzvaných fanzinech (z angl. fan-magazine), amatérsky vyráběných a šířených časopisech. Skutečný rozvoj fanfiction se však datuje od 90. let spolu s rozmachem internetu. Vytvářejí se rozmanité webové archivy, na kterých je možno příběhy vystavovat. V roce 1998 programátor Xing Li z Los Angelos spouští archív FanFiction.net.  V roce 2008 vzniká největší a nejreprezentativnější archiv Archive of Our Own.
Samotný fenomén literárního díla vycházejícího z fikčního světa jiného literárního díla je ovšem starý jako písemnictví samo. Starověká i středověká literatura často rozvíjely témata a motivy děl staršího data, z novější doby můžeme zmínit například pokračování příběhů Sherlocka Holmese sepisovaná různými autory po smrti A. C. Doyla či z českého prostředí pátý a šestý díl Osudů dobrého vojáka Švejka, dílo Haškova epigona Karla Vaňka.

## Současná fanfiction
Celosvětově je v současnosti nejrozšířenější fanfiction k dílu J. K. Rowling a její série děl Harry Potter, podobný úspěch slaví i povídky na téma Stmívání. Velmi rozšířené jsou i FF-ky o One Direction, Justinu Bieberovi, či Shawnu Mendesovi. Převážně mladí čtenáři (a ještě častěji mladé čtenářky) tvoří a většinou přes internet publikují vlastní pokusy inspirované původní sérií, a to od tvorby jen málo se odchylující od původního díla až po velice alternativní použití postav a původních námětů. Jednou z nejúspěšnějších fanfikcí odehrávající se ve světě Harryho Pottera je český slash román Elysejský klíč z roku 2010.
Některé fenomény a opakující se nápady ve fanfiction dostaly zažitá označení, např. „slash“ (homosexuální vztahy mezi postavami, které jsou v původním díle buď heterosexuální nebo např. kvůli věku a chování ne zcela zjevné orientace), „shipping“ (vytvoření sexuálního vztahu mezi postavami které mezi sebou v původním díle nic nemají), „AU“ (alternative universe, většinou silný odklon od předlohy, používající ji pouze jako zdroj inspirace), „badfiction“ (odlišné a nečekané chování postav, pokud se jedná o záměr, případně nepřirozené a nepromyšlené chování postav u děl nízké kvality) aj.
Tvorba a šíření fanfiction (na internetu) z důvodu neziskovosti, převážně nízkého věku autorů a také z toho důvodu, že se jedná o přirozený fenomén, který je součástí popularity každého známého autora, není obvykle považována za porušování autorských práv, potírána ani stíhána.
Výtvarným protějškem fanfiction je fanart. Sem spadá např. snaha příznivců manga – japonské komiksové tvorby (někdy též zvaných „otaku“) tvořit vlastní obrázky s jejich oblíbenými postavami.